# Famille Cartier-Bresson
La famille Cartier-Bresson est une famille française qui s'est illustrée dans l'industrie textile au XIXe siècle et jusqu'au milieu du XXe siècle. Elle est issue de l'union d'une famille Cartier, de l'Oise, et d'une famille Bresson du Puy-de-Dôme.

## Origine du nom
La famille Cartier-Bresson est née de l'union de des deux familles Cartier et Bresson, deux frères Cartier ayant épousé les trois sœurs Bresson. Par décret présidentiel du 22 juin 1901 et par jugement du 9 octobre 1902, le tribunal civil de la Seine a attribué le patronyme de Cartier-Bresson aux quatre enfants mâles issus du couple Claude Marie Cartier et Marie Bresson à la requête de cette dernière.
Depuis le début du XVIIIe siècle, la famille Cartier est originaire du département de l'Oise et la famille Bresson du département du Puy-de-Dôme.
- Claude Cartier (27 mars 1727 à Villers-Saint-Genest - ), manœuvrier. Le 10 avril 1755 à Silly-le-Long, il épouse Marie Margueritte Daux.
  - Claude Cartier (19 mars 1758 à Silly-le-Long - ). Le 15 janvier 1782 à Silly-le-Long, il épouse Marie Geneviève Denise Lefevre.
    - Claude Cartier (30 octobre 1795 à Silly-le-Long - ). Le 13 janvier 1818 à Silly-le-Long, il épouse Jeanne Charlotte Restitue Vigneron.
      - Claude Marie Cartier (18 octobre 1818 à Silly-le-Long - 29 septembre 1880 à Paris). Le 7 janvier 1847 à Paris, il épouse Marie Eugénie Bresson, puis veuf en 1847, il épouse sa sœur Marie Madeleine Luce Bresson, le 5 mars 1849 à Paris.
      - Pierre Fortuné Cartier (1820-1885). Le 11 février 1850 à Paris, il épouse Marie Caroline Bresson.

- Jean Bresson (1740 à Saint-Pierre-Colamine - ), cultivateur. Il épouse Marie Baguet.
  - Antoine Bresson (24 juillet 1777 à Mazoires - 28 août 1816 à Paris 11), cultivateur, ramoneur, marchand d'aiguilles et de mercerie. Le 30 juillet 1799 à Paris 1er, il épouse Victoire Lot.
    - Claude Julien Bresson (30 avril 1803 à Paris 6e - 14 septembre 1869 à Paris 6e), commerçant en coton, industriel du textile. Le 14 juillet 1825 à Paris, il épouse Madeleine Louise Eugénie Leguay.
      - Marie Eugénie Bresson (1827-1847) épouse Claude Cartier (1818-1880) le 7 janvier 1847 dans le 5e arrondissement de Paris.
      - Luce Bresson (1829-1884) épouse Claude Cartier (1818-1880) le 5 mars 1849 dans le 5e arrondissement de Paris.
      - Caroline Bresson (1830-1884) épouse Pierre Fortuné Cartier (1820-1885) le 11 février 1850 dans le 5e arrondissement de Paris.

## Usine textile
En 1825, Claude Bresson (1802-1869), dit « Bresson l'aîné », crée à Paris, rue Saint-Denis, la Société Française des Cotons à Coudre, et dépose la marque « CB à la croix ». Elle sera cédée à son fils Alphonse et à son gendre Claude Cartier, qui prendra le nom Cartier-Bresson. Une filature et retorderie est installée à Pantin en 1859. Elle emploie 450 personnes et fabrique des cotons à coudre, à broder, à repriser, à tricoter… En 1873, Claude et son fils Charles achètent la manufacture de Celles-sur-Plaine à la mort de son propriétaire. Plusieurs ateliers sont créés aux alentours. En 1925, la famille Cartier-Bresson et la famille Thiriez s'associent et créent le groupe TCB (Thiriez-Cartier-Bresson). En 1960, TCB fusionne avec la société textile mulhousienne Dollfus-Mieg pour donner naissance au Groupe Dollfus-Mieg et Compagnie (DMC).

## Liens de filiation entre les personnalités
La lecture des registres de l'état civil au XIXe siècle puis au XXe siècle permet d'établir les liens de filiation suivants.
- Claude Marie Cartier (18 octobre 1818 à Silly-le-Long - 29 septembre 1880 dans le 9e arrondissement de Paris). Le 7 janvier 1847 à Paris, il épouse Marie Eugénie Bresson, puis veuf en 1847, il épouse sa sœur Marie Madeleine Luce Bresson, le 5 mars 1849 dans le 5e arrondissement de Paris[2].
  - Claude Henri Cartier-Bresson (28 février 1851 dans le 5e arrondissement de Paris - 5 mars 1896 à Pantin)[1], industriel dans le textile. Le 7 août 1876 à 7e arrondissement de Paris, il épouse épouse Marguerite Charlotte Marie Julie Blazy.
    - Joseph Henri Charles Cartier-Bresson (17 juillet 1885 à Yerres - 1964), ingénieur des Arts et Manufactures. Le 28 mai 1913 à Saint-Cloud, il épouse Geneviève Henriette Maigret.
      - Louis Marie André Cartier-Bresson (27 juillet 1917 dans le 8e arrondissement de Paris - 28 mars 2008 dans le 16e arrondissement de Paris), ingénieur de l'Ecole supérieure d'électricité (promotion 1944)[3], enseigne de vaisseau de 1re classe, titulaire de la croix de guerre . Le 23 avril 1941 à Châteauroux, il épouse Claude Marie Antoinette Solange Cousin (1919-2019).

  - Charles Cartier-Bresson (17 juillet 1852 dans le 10e arrondissement de Paris - 19 mai 1921 à Nancy), industriel, créateur et directeur de la filature de Celles-sur-Plaine, maire de Celles-sur-Plaine de 1884 à 1921, collectionneur d'œuvres d'art. Titulaire de la croix de guerre 1914-1918, il est chevalier de l'ordre national de la Légion d'honneur. Le 6 septembre 1875 à Nancy, il épouse Marie Louise Gabrielle Chenut, fille du juge de paix Emile Chenut.
    - André Léon Louis Cartier-Bresson (12 juillet 1878 à Yerres - 15 mai 1954 dans le 8e arrondissement de Paris[4]). Le 15 octobre 1907 à Rouen, il épouse Marthe Le Verdier. De ce mariage, naissent quatre enfants[4].
      - Henri Cartier-Bresson (1908-2004), photographe, photojournaliste et dessinateur.

    - Louis Cartier-Bresson (19 novembre 1882 à Pantin - 16 janvier 1915 à Frévin Capelle), artiste peintre, prix de Rome de peinture en 1910.
    - Joseph Henri Bernard Cartier-Bresson (20 novembre 1885 à Celles-sur-Plaine - 5 avril 1920 à Cannes), ingénieur des arts et manufactures, industriel. Le 10 août 1913 à Celles-sur-Plaine, il épouse Madeleine Valentine Marie Lesieure Desbrières. Le couple meurt dans un accident d'hydravion en 1920[a].
      - Renée Cartier-Bresson (8 juillet 1914 à Nancy - 13 janvier 1971) épouse Guy Marie François Charoy.
      - Edouard Marie Claude Cartier-Bresson (1916-1944), mort pour la France.
      - Nicole Marie Lucie Cartier-Bresson (1917-1998)[7].
      - Antoine Cartier-Bresson (15 août 1919 à Pierre-Percée - 14 décembre 1993 dans le 14e arrondissement de Paris)[8], lieutenant de vaisseau, directeur de la Société Dolfuss à Paris. Il épouse Jacqueline Madeleine Truchy (1922-2014)[9].
        - Hortense Cartier-Bresson, pianiste et professeure de musique classique française au Conservatoire national supérieur de musique et de danse de Paris.

## Pour approfondir